# بویدن (آیووا)
بویدن (به انگلیسی: Boyden) شهری در ایالت آیووا کشور ایالات متحده آمریکا است که جمعیت آن در سرشماری سال ۲۰۱۰ میلادی، ۷۰۷ نفر بوده‌است.